# 허규빈

## 생애
인천에서 출생하여 지난날 한때 제주도에서 잠시 유아기를 보낸적이 있으며 그 후 서울에서 잠시 성장한 그는 서울 대길초등학교와 성재중학교, 중앙고등학교 졸업을 거쳐 2022년 2월 24일, 모두의 축하를 받으며 상명대학교 문헌정보학과를 성황리에 졸업하였다. 첫 데뷔로는 2003년 1월 8일부터 2003년 3월 6일까지 MBC에서 방송된 드라마 《눈사람》으로 성공적으로 데뷔하였다. 그의 나이 만 4세 "엄마랑 같이 만든 비행기 타고 싶어"라는 명대사를 남기며 연예계를 은퇴하였다.